# Euphorbia characias
Euphorbia characias L., 1753 è una pianta della famiglia delle Euforbiacee, diffusa nel bacino del Mediterraneo.

## Descrizione

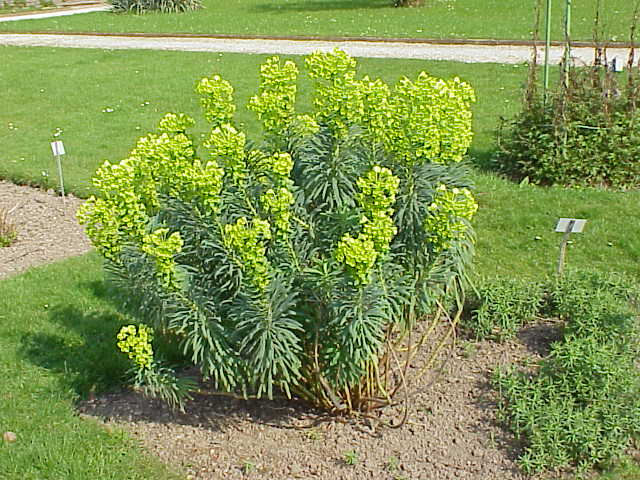

È un arbusto sempreverde con fusti alti fino a 120 centimetri, rossastri e spogli nella parte inferiore, verdi e pubescenti in quella superiore; se spezzati emettono un lattice irritante.
Le foglie, lanceolate,  lunghe fino a 9 cm, di colore verde-azzurro, sono disposte a spirale nella parte superiore dei rami.
L'infiorescenza è un ciazio con brattee di colore verdastre con evidenti nettari trapezoidali di colore bruno-violaceo,  che formano un involucro a coppa attorno a un fiore femminile centrale di colore giallo, circondato da 5 fiori maschili ridotti ai soli stami. Fiorisce da gennaio ad aprile.
Il frutto è una capsula pelosa tricarpellare lunga circa 5 mm, che contiene tre semi di colore grigio-argenteo muniti di una caruncola conica.

## Biologia
E. characias si riproduce per impollinazione entomogama ad opera di diverse specie di ditteri e imenotteri.
La disseminazione di E. characias avviene con un doppio meccanismo: in un primo momento i semi vengono dispersi sul terreno con un meccanismo "balistico" che può portarli sino ad alcuni metri di distanza dalla pianta madre; successivamente l'opera di dispersione è completata da diverse specie di formiche che trasportano i semi all'interno dei loro formicai (mirmecocoria). Tra le specie coinvolte in questo meccanismo di dispersione vi sono Pheidole pallidula, Aphaenogaster senilis, Tapinoma nigerrimum e Messor barbarus.

## Distribuzione e habitat
L'areale di E. characias comprende l'Europa meridionale (penisola iberica, Francia - compresa la Corsica, Italia - comprese Sicilia e Sardegna, penisola balcanica), l'Asia minore e il Nord Africa (Marocco e Libia).
Vegeta in ambienti di macchia mediterranea e gariga, su terreni aridi e soleggiati, fino a 1000 m di altitudine.

## Tassonomia
Sono state descritte le seguenti sottospecie:
- Euphorbia characias subsp. characias L.
- Euphorbia characias subsp. wulfenii (Hoppe ex W.D.J.Koch) Radcl.-Sm., 1968